# Neu! (альбом)
Neu! — дебютний альбом німецького краут-рок гурту Neu!. Він вийшов 1972 року на лейблі Brain Records. Це був перший альбом, записаний дуетом Міхаеля Ротера і Клауса Дінгера після виходу з Kraftwerk у 1971 році. Вони продовжили працювати з продюсером Конні Планком, який також працював над записами Kraftwerk.
Після виходу альбом був проігнорований на міжнародному рівні, але мав успіх у Західній Німеччині, продавшись накладом 35 000 копій. У 2001 році альбом був перевиданий лейблом Grönland, а потім ліцензований Astralwerks для дистрибуції в США. 2014 року журнал Fact назвав його 36-м найкращим альбомом 1970-х років.

## Історія
Відійшовши від ранньої інкарнації Kraftwerk, Міхаель Ротер і Клаус Дінгер швидко приступили до запису того, що згодом стало Neu!. Пара записала альбом за чотири ночі у грудні 1971 року у Star Studios у Гамбурзі з перспективним краут-рок продюсером Конні Планком. Дінгер зазначав, що Планк слугував «посередником» між часто розбіжними фракціями всередині гурту.
За словами Дінгера, перші два дні були непродуктивними, поки він не приніс на сесії своє тайшоґото (японське банджо), сильно оброблену версію якого можна почути на «Negativland», першому з шести записаних треків альбому. Саме під час цих сесій Дінгер вперше зіграв свій знаменитий біт «моторик». Дві пісні на альбомі, «Hallogallo» та «Negativland», містять цей біт. Моторик — це повторюваний барабаний бій у розмірі 4/4 з рідкісними перервами, можливо, найкраще продемонстровані на «Hallogallo». Дінгер стверджував, що сам ніколи не використовував термін «моторик», надаючи перевагу «lange gerade» («довга пряма») або «endlose gerade» («нескінченна пряма»). Пізніше він змінив «ім'я» біту на «апачі-біт», щоб збігтися зі своїм сольним альбомом Neondian 1985 року.
Дінгер охрестив гурт (Ротер був проти цієї назви, віддаючи перевагу більш «органічній» назві) і створив логотип у стилі попарт з великими літерами, накресленими курсивом. Дінгер згадував про логотип Neu!:
|  | ...це був протест проти суспільства споживання, а також проти наших "колег" на краут-рок сцені, які мали зовсім інший смак/стиль, якщо такі були. Я був дуже добре поінформований про Воргола, попарт, сучасне мистецтво. Я завжди був дуже візуальним у своєму мисленні. Крім того, в той час я жив у комуні, і щоб отримати приміщення, в якому ми жили, я створив рекламну агенцію, яка існувала переважно на папері. Більшість людей, з якими я жив, намагалися прорватися в рекламу, тож я весь час був оточений цим Neu!. |

## Відгуки
Neu! добре продавався, як для андеграундного альбому того часу; було продано близько 35 000 копій.
У 2001 році журнал Q описав моторик-біт альбому як «визначний невпинний ритм краут-року» і вплив на ембієнт-музику та панк. У 2008 році Бен Сісаріо з The New York Times назвав альбом та його наступників «знаковими для німецького експериментального року».
Трек «Negativland» пізніше дав назву групі американських музичних сатириків.

## Трек-лист
Всі пісні написані Клаусом Дінгером і Міхаелем Ротером.
| Сторона 1 | Сторона 1       | Сторона 1  |
| #         | Назва           | Тривалість |
| --------- | --------------- | ---------- |
| 1.        | «Hallogallo»    | 10:07      |
| 2.        | «Sonderangebot» | 4:51       |
| 3.        | «Weissensee»    | 6:46       |

| Сторона 2 - Jahresübersicht | Сторона 2 - Jahresübersicht | Сторона 2 - Jahresübersicht |
| #                           | Назва                       | Тривалість                  |
| --------------------------- | --------------------------- | --------------------------- |
| 4.                          | «Im Glück»                  | 6:53                        |
| 5.                          | «Negativland»               | 9:47                        |
| 6.                          | «Lieber Honig»              | 7:18                        |

## Персоналії
Neu!
- Міхаель Ротер — гітара, бас-гітара, смичковий бас
- Клаус Дінгер — барабани, гітара, японське банджо, вокал

Додатковий персонал
- Конні Планк — продюсування, звукорежисер